# Пушкарьово (Калінінградська область)
Пушкарьово (рос. Пушкарёво) — селище Черняховського району, Калінінградської області Росії. Входить до складу Свободненського сільського поселення.
Населення —  194 особи (2015 рік). 

## Населення
| 2002 | 2010 |
| ---- | ---- |
| 191  | ↗194 |